# Sigrdrífomál
Sigrdrífomál (altnordisch für „Sigrdrífas Rede(n)“) ist ein Heldenlied der Liederedda im Codex Regius. Das Sigrdrífomál erzählt zusammen mit dem Fáfnismál und dem Reginsmál von den Jugendtaten des Helden Sigurðr.

## Inhalt
Nachdem Sigurðr den Drachen Fáfnir erschlagen hat, reitet er los, um die Walküre Sigrdrífa zu finden. Auf einem Berg sieht er ein großes Feuer und findet dort einen schlafenden Mann in Rüstung umgeben von einer Schildburg. Sigurðr nimmt dem Schlafenden den Helm vom Kopf und erkennt, dass es eine Frau ist. Als er sie aus ihrer Brünne geschnitten hat, erwacht sie und gibt Sigurðr einen Erinnerungstrank. Er erkennt Sigrdrífa und sie erzählt ihm, dass Óðinn in einer Schlacht zwischen den Königen Hjalmgunnar und Agnarr den ersteren zum Sieg auserwählt hatte. Sigrdrífa war jedoch nicht damit einverstanden und tötete selbst Hjalmgunnar. Óðinn bestrafte sie dafür, indem er sie mit einem Schlafdorn stach und sie dazu verfluchte, nie wieder kämpfen zu dürfen und sich vermählen zu müssen. Sigurðr bittet die Walküre, ein Teil ihrer Weisheit mit ihm zu teilen. So unterrichtet sie ihn in der Runenkunde und in der Sittenlehre.

## Deutung
Weder das Alter noch der Ursprung des Motivs der Erlösung einer Jungfrau aus einem Schlafzauber können genau bestimmt werden. Am auffälligsten sind wohl die Parallelen zum Märchen von Dornröschen. Ob es sich beim Sigrdrífomál nun um eine ältere Vorlage oder eine andere, mythischere Version des Märchens handelt, es stellt auf jeden Fall eine eigentümliche, vielleicht sogar spezifisch nordische Bearbeitung dar. Bezüglich der Nibelungensage wurde Sigrdrífa meist mit Brynhild gleichgesetzt.

## Ausgaben
Textausgaben
- Gustav Neckel (Hersg.): Edda. Die Lieder des Codex Regius nebst verwandten Denkmälern. Bd. 1. Text., 5. verbesserte Auflage von Hans Kuhn. Germanische Bibliothek. Reihe 4, Bd. 9. Texte. Carl Winter, Heidelberg 1983, ISBN 3-533-03080-6.
- Klaus von See u. a. (Hrsg.): Kommentar zu den Liedern der Edda. Band 5. Heldenlieder - Frá dauða Sinfiǫtla, Grípisspá, Reginsmál, Fáfnismál, Sigrdrífumál. Heidelberg  2006, ISBN 3-8253-5180-7

Übersetzungen
- Die Edda. Götterdichtung, Spruchweisheit und Heldengesänge der Germanen. Ins Deutsche übertragen von Felix Genzmer. Diederichs, Düsseldorf 1981, ISBN 3-424-01380-3, ISBN 3-7205-2759-X.
- Die Heldenlieder der Älteren Edda, Arnulf Krause (Hrsg.) mit Kommentar, Reclam, Stuttgart 2001, ISBN 978-3-15-018142-3